# Деньково (Московская область)
Деньково — деревня в Истринском районе Московской области России. Входит в состав сельского поселения Новопетровское. Население — 109 чел. (2010).

## География
Расположена на западе Московской области, в западной части Истринского района, на Волоколамском шоссе, примерно в 33 км северо-западнее города Истры, на берегу реки Разварни (бассейн Рузы).
В деревне 4 улицы — Московская, Рябиновая, Школьная и Южная. Связана автобусным сообщением с городом Истрой, посёлком городского типа Сычёво и посёлком Румянцево.
Ближайшие населённые пункты — деревня Давыдково и посёлок Лесодолгоруково. В 2,5 км от деревни находится Новорижское шоссе, в 8 км — Московское большое кольцо; рядом с деревней станция «Лесодолгоруково» Рижского направления Московской железной дороги.

## Инфраструктура
На территории населённого пункта расположены Дом культуры, спортивный зал, библиотека (площадь — 54,3 м², количество томов — 7687), основная общеобразовательная школа, зарегистрировано несколько садовых товариществ.

## Население
| 1859 | 1890 | 1926 | 2002 | 2006 | 2010 |
| ---- | ---- | ---- | ---- | ---- | ---- |
| 413  | ↘369 | ↗578 | ↘75  | ↗84  | ↗109 |

## История
Первое письменное упоминание 1553 год — Акты московского Симонова монастыря 1506—1613 гг. Акты феодального землевладения и хозяйства.
В «Списке населённых мест» 1862 года Деньково (Разварня) — владельческая деревня 2-го стана Рузского уезда Московской губернии по тракту из Москвы в Волоколамск, в 38 верстах от уездного города, при речке Нудиле, с 22 дворами и 413 жителями (191 мужчина, 222 женщины).
По данным 1890 года входила в состав Мамошинской волости Рузского уезда, в деревни были земское училище и воспитательные дома, число душ составляло 369 человек.
В 1913 году — 76 дворов, казённая винная лавка.
1921—1929 гг. — деревня Мамошинской волости Воскресенского уезда Московской губернии.
По материалам Всесоюзной переписи 1926 года — центр Деньковского сельсовета Мамошинской волости Воскресенского уезда, проживало 578 жителей (290 мужчин, 288 женщин), насчитывалось 103 хозяйства, среди которых 95 крестьянских, имелась школа 1-й ступени, располагались райсельсовет и общество потребителей.
С 1929 года — населённый пункт в составе Новопетровского района Московского округа Московской области. Постановлением ЦИК и СНК от 23 июля 1930 года округа как административно-территориальные единицы были ликвидированы.
1929—1959 гг. — центр Деньковского сельсовета Новопетровского района Московской области.
1959—1960 гг. — центр Деньковского сельсовета Рузского района Московской области.
1960—1963 гг. — центр Деньковского сельсовета Истринского района Московской области.
1963—1965 гг. — центр Деньковского сельсовета Солнечногорского укрупнённого сельского района Московской области.
1965—1994 гг. — центр Деньковского сельсовета Истринского района Московской области.
В 1994 году Московской областной думой было утверждено положение о местном самоуправлении в Московской области, сельские советы как административно-территориальные единицы были преобразованы в сельские округа.
1994—2004 гг. — центр Деньковского сельского округа Истринского района Московской области.
Постановлением губернатора Московской области от 22 апреля 2004 г. № 68-ПГ деревня Деньково была включена в состав Новопетровского сельского округа.
2004—2006 гг. — деревня Новопетровского сельского округа Истринского района Московской области.
С 2006 года — деревня сельского поселения Новопетровское Истринского муниципального района Московской области.

## Достопримечательности
- Мемориальный комплекс на воинском кладбище. В братской могиле перезахоронен прах танкиста 1-й гвардейской танковой бригады, Героя Советского Союза Дмитрия Фёдоровича Лавриненко, подбившего 52 вражеских танка. Установлен памятник.